# Col-de-Tende-Straßentunnel

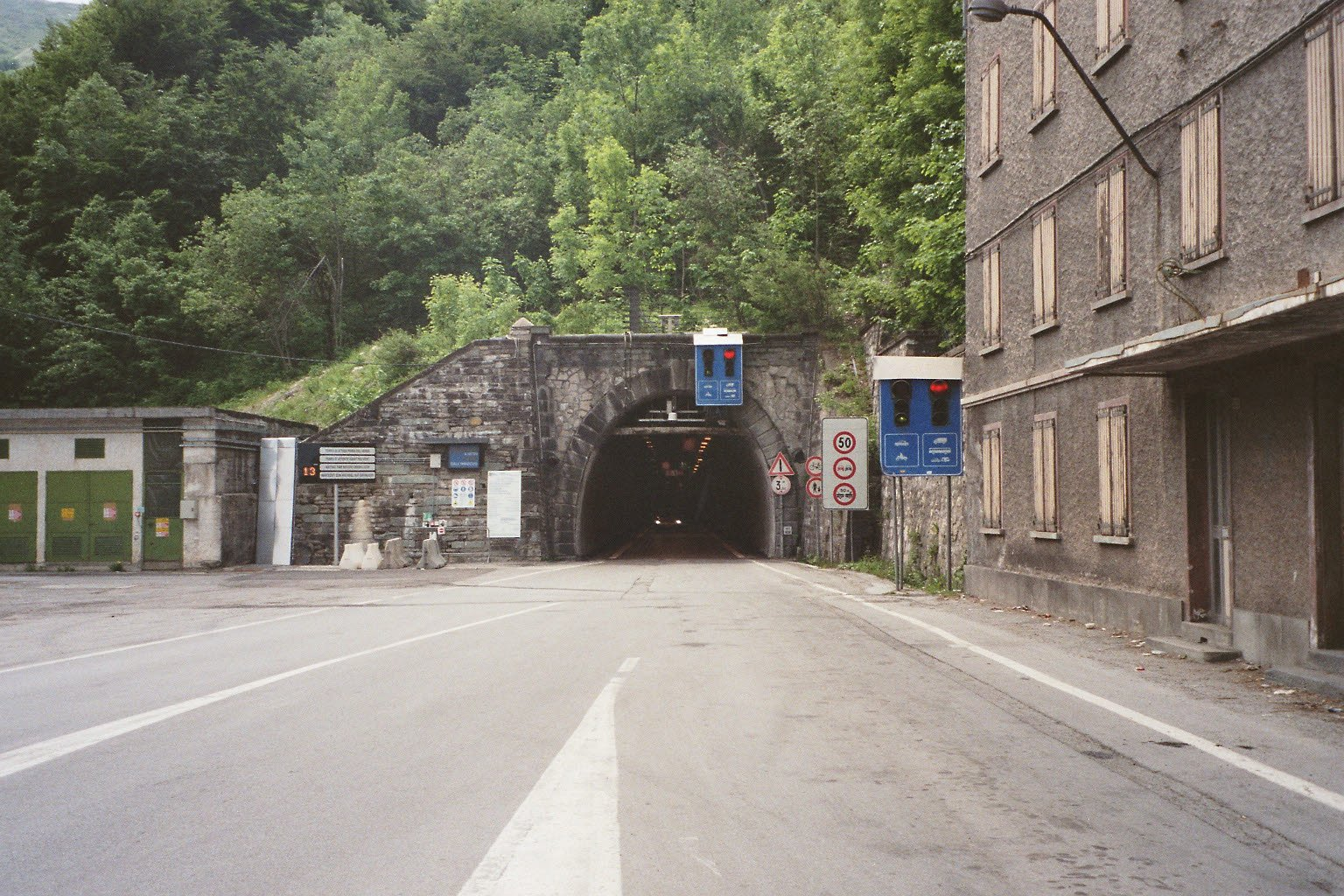
Nordportal des Col-de-Tende-Straßentunnels

Der Col-de-Tende-Straßentunnel ist ein 3182 Meter langer Straßentunnel unter dem Colle di Tenda an der Grenze zwischen Frankreich und Italien.
Der Col-de-Tende-Straßentunnel wurde 1882 eingeweiht und war seinerzeit einer der längsten Straßentunnel der Welt sowie der erste Straßentunnel unter einem Alpenpass. Noch bis 1964 war er der längste Straßentunnel der Alpen. Durch den Tunnel führt die Europastraße 74. Er ist der einzige Straßentunnel zwischen Frankreich und Italien außerhalb des Autobahnnetzes.
Auf Grund seines schmalen Profils ist ein Zweirichtungsverkehr nur für PKW und Motorräder möglich. Der LKW-Verkehr wurde über eine Ampelsteuerung im Einbahnverkehr geregelt. Mittlerweile wird der Tunnel grundsätzlich in halbstündigem Wechsel im Einbahnverkehr betrieben.
Parallel unterhalb des Straßentunnels verläuft ein 8099 m langer Eisenbahntunnel der Tendabahn.
Seit Oktober 2020 ist der Tunnel wegen Sturmschäden an der französischen Zufahrtsstraße nicht mehr nutzbar. Wie der französische Verkehrsminister Philippe Tabarot am 7. Februar 2025 in Nizza mitteilte, ist die Wiederöffnung des Tunnels für Juni 2025 zugesagt.

## Neubau einer zweiten Röhre
Seit 2014 wird für ein Budget von 176 Mio. € eine zweite Tunnelröhre parallel westlich gebaut. Sie soll später den gesamten Verkehr Richtung Frankreich aufnehmen; durch die bestehende Röhre soll der Verkehr Richtung Italien geführt werden. Die neue Röhre soll 9 m breit werden, eine Basisbreite von 6,5 m aufweisen mit einer 3,5 m breiten Fahrspur und einem 2,7 m breiten Pannenstreifen, und mit der bestehenden Röhre durch Sicherheitstunnel verbunden werden.
Die Fertigstellung der neuen Röhre war zunächst für Februar 2020 geplant.
Im Mai 2017 wurden die Arbeiten auf gerichtliche Anweisung unterbrochen, weil 17 Mitarbeitern der Baustelle einschließlich des Bauleiters Materialdiebstahl vorgeworfen wurde. In der Folge kündigte der Auftraggeber dem Generalunternehmer. Erst über zwei Jahre später wurden die Arbeiten wieder aufgenommen.
Anfang Oktober 2020 zerstörte der Sturm Alex Teile der Zufahrtstraße und machte beide Röhren auf französischer Seite unerreichbar. Für die Wiederherstellung des Zugangs ist der Bau einer neuen Brücke geplant. Die geplante Fertigstellung verschiebt sich auf 2025.
Eine parallele Nutzung beider Röhren wird aber erst später möglich sein, da nach Eröffnung der zweiten Röhre zunächst noch die alte Röhre renoviert und an neue Sicherheitsstandards angepasst werden soll.